# Cniva

Chiến dịch của quân Goth vào năm 250-251.

Cniva (Kniwa, có nghĩa là "con dao") (? - ?) là thủ lĩnh người Goth đã xâm lược Đế quốc La Mã vào khoảng giữa thế kỷ 3. Ông đã chinh phục thành công thành phố Philippopolis mà nay là thành phố Plovdiv của Bulgaria, và giết chết hai cha con hoàng đế Decius và Herennius Etruscus trong trận Abrittus khi đang cố gắng rút khỏi lãnh thổ Đế quốc La Mã. Ông được phép rút lui với chiến lợi phẩm của mình và phải trả tiền cống nạp ở ngoài Đế quốc. 
Cniva bắt đầu cuộc xâm lược Đế quốc La Mã khi ông cho quân vượt qua sông Danube. Thoạt đầu ông chia đại quân thành nhiều cánh tràn vào tỉnh Moesia của La Mã cùng với liên quân Goth, German và Sarmatia. Lực lượng quân sĩ đông đảo của ông đã gây sự chú ý tới Hoàng đế Decius. Trong khi Cniva đang vây hãm thành phố Nicopolis thì quân của Decius vừa đến kịp lúc buộc người Goth phải rút về phía Philippopolis. Decius hay tin lập tức dẫn binh truy đuổi Cniva qua những vùng đất có địa hình hiểm trở, nhưng rồi sau nhiều lần bị buộc phải di chuyển khiến Cniva quyết định quay trở lại tập kích Decius, lúc ấy nghĩ rằng viên chúa rợ đã bỏ xa toán quân Goth nên không kịp đề phòng. Bị tấn công bất ngờ nên toàn quân của Decius trở nên rối loạn và tan vỡ ngay lập tức, riêng bản thân ông thì tháo chạy khỏi quân doanh cùng vài toán vệ sĩ thân cận. Sau đó Cniva kéo quân tới vây hãm Philippopolis, thành phố sau một hồi kháng cự rốt cuộc cũng bị quân rợ đánh chiếm, hơn một trăm ngàn người bị giết và nhiều người bị bắt làm tù binh.
Việc cướp phá Philippopolis khiến Decius tức giận, ông tiếp tục tập hợp số quân còn lại ngăn chặn vài toán quân German tràn qua, đồng thời còn cho tu sửa và củng cố công sự của mình dọc theo sông Danube với ý định tiến công Cniva. Người La Mã vào lúc đó với số quân vượt trội của họ chẳng mấy chốc đã vây lấy người Goth, vốn đang định rút quân khỏi đế quốc. Nhưng Decius với ý định báo thù và tin chắc sẽ giành chiến thắng đã hạ lệnh tấn công quân Goth tại một thị trấn nhỏ có tên là Forum Terebronii. Thế nhưng quân đội La Mã đã bị mắc kẹt trong một cái đầm lầy khi đang cố tấn công quân Goth mà không dò xét địa hình kỹ. Kết quả là cả hai cha con hoàng đế Decius và Herennius Etruscus đều chết trong trận chiến mà sử gọi là trận Abrittus.
Sau trận đánh khốc liệt, vị hoàng đế mới là Trebonianus Gallus đã để cho Cniva rút quân cùng với chiến lợi phẩm của mình và còn hỗ trợ đầy đủ cho cuộc hành trình của người Goth. Ông thậm chí còn hứa sẽ trả tiền cống nạp để Cniva khỏi xâm lược Đế quốc một lần nữa.